# Großer Preis von Großbritannien 2025
Der Große Preis von Großbritannien 2025 (offiziell Formula 1 Qatar Airways British Grand Prix 2025) fand am 6. Juli auf dem Silverstone Circuit in Silverstone statt und war das zwölfte Rennen der Formel-1-Weltmeisterschaft 2025.

## Bericht

### Hintergründe
Nach dem Großen Preis von Österreich führte Oscar Piastri in der Fahrerwertung mit 15 Punkten vor Lando Norris und mit 61 Punkten vor Max Verstappen. In der Konstrukteurswertung führte McLaren mit 207 Punkten vor Ferrari und mit 208 Punkten vor Mercedes.
Beim Großen Preis von Großbritannien stellte Pirelli den Fahrern die Reifenmischungen C2 Hard (weiß), C3 Medium (gelb) und C4 Soft (rot) sowie Cinturato Intermediates (grün) und Cinturato Full-Wets (blau) für nasse Bedingungen zur Verfügung.
McLaren trat mit einem besonderen Chrome-Design des MCL39 zu diesem Grand Prix an. Auch die Racing Bulls präsentierten eine Sonderlackierung des VCARB 02, die von Karikaturen im Street Art-Stil des Künstlers Slawn geziert wurde.
Verstappen (neun), Liam Lawson (sechs), Lance Stroll (fünf), Piastri, Yūki Tsunoda, Oliver Bearman (jeweils vier), Norris, Franco Colapinto (jeweils drei), Andrea Kimi Antonelli, Nico Hülkenberg, Carlos Sainz jr., Alexander Albon (jeweils zwei) und George Russell (einer) gingen mit Strafpunkten ins Wochenende.
Mit Lewis Hamilton (neunmal), Fernando Alonso (zweimal), Verstappen und Sainz jr. (jeweils einmal) traten vier ehemalige Sieger zu dem Grand Prix an. Verstappen gewann zudem 2020 den Großen Preis des 70-jährigen Jubiläums, welcher ebenfalls auf dem Silverstone Circuit ausgetragen wurde.
Als Rennkommissare für dieses Rennwochenende fungierten Nish Shetty (SGP), Mathieu Remmerie (BEL), Vitantonio Liuzzi (ITA) und Richard Norbury (GBR).

### Training
Im ersten freien Training fuhr Hamilton mit 1:26,892 Minuten die Bestzeit vor Norris und Piastri. Es waren zudem Arvid Lindblad für Red Bull Racing im Fahrzeug von Tsunoda und Paul Aron für Kick Sauber im Fahrzeug von Hülkenberg als Testfahrer unterwegs.
Im zweiten freien Training sicherte sich Norris in 1:25,816 Minuten vor Leclerc und Hamilton die Bestzeit.
Im dritten freien Training fuhr dann Leclerc mit 1:25,498 Minuten die Bestzeit vor Piastri und Verstappen. Kurz vor Ende des Trainings wurde dieses nach einem Unfall von Bortoleto mit der roten Flagge abgebrochen. Bei der Boxeneinfahrt verunfallte dann auch Bearman, nachdem dieser dort viel zu schnell einfuhr, während seine Bremsen kalt waren. Für diesen Verstoß erhielt er eine Startplatzstrafe von zehn Plätzen und vier Strafpunkte.

### Qualifying
Das Qualifying bestand aus drei Teilen mit einer Nettolaufzeit von 45 Minuten. Im ersten Qualifying-Segment (Q1) hatten die Fahrer 18 Minuten Zeit, um sich für das Rennen zu qualifizieren. Alle Fahrer, die im ersten Abschnitt eine Zeit erzielten, die maximal 107 Prozent der schnellsten Rundenzeit betrug, qualifizierten sich für den Grand Prix. Die besten 15 Fahrer erreichten den nächsten Teil. Verstappen war Schnellster. Lawson, beide Sauber-Fahrer, Stroll und Colapinto schieden aus. Das Segment wurde nach einem Unfall von Colapinto mit der roten Flagge unterbrochen.
Der zweite Abschnitt (Q2) dauerte 15 Minuten. Die zehn schnellsten Piloten qualifizierten sich für den dritten Teil des Qualifyings. Hamilton war Schnellster. Beide Wiiliams-Piloten, Tsunoda, Isack Hadjar und Esteban Ocon schieden aus.
Der finale Abschnitt (Q3) ging über eine Zeit von zwölf Minuten, in denen die ersten zehn Startpositionen vergeben wurden. Verstappen fuhr in 1:24,892 Minuten die Bestzeit vor den beiden McLaren-Piloten Piastri und Norris. Mit der insgesamt 44. Pole-Position für Red Bull Racing zog Verstappen mit Sebastian Vettel gleich.

### Rennen
Der Rennstart erfolgte unter nassen Bedingungen, so dass alle Fahrer zu Beginn der Einführungsrunde Intermediates aufgezogen hatten. Colapinto sollte aus der Boxengasse starten, da an seinem Wagen unter Parc-fermé-Bedingungen gearbeitet wurde, allerdings startete sein Alpine erst gar nicht mit Getriebeproblemen und er konnte nicht am Rennen teilnehmen.
Am Ende der Einführungsrunde kamen unter anderem Russell und Leclerc direkt an die Box und wechselten auf Slicks. Beim Start konnte Verstappen seine Führung verteidigen, dahinter gab es eine Berührung zwischen Ocon und Lawson, welche für den Neuseeländer das Aus bedeutete und das virtuelle Safety-Car eingesetzt wurde. Diese Phase nutzte dann Antonelli um ebenfalls auf Slicks zu wechseln. In der vierten Runde wurde das Rennen dann wieder freigegeben und Gabriel Bortoleto flog direkt mit seinen Trockenreifen ab und musste seinen Wagen abstellen. Dies erforderte dann erneut den Einsatz der virtuellen Safety-Cars. Nach erneuter Freigabe in der siebten Runde konnte Verstappen zunächst seine Führung vor Piastri behaupten, in der achten Runde allerdings wurde dann das DRS freigegeben und Piastri Verstappen überholen und die Führung übernehmen. Nachdem Russell auf Intermediates in der neunten Runde die schnellste Runde fuhr, wurde der Regen wieder stärker und der Vorteil der Trockenreifen war dahin. In der zehnten und elften Runde wechselten daher alle Fahrer auf Trockenreifen zurück auf Intermediates.
In der elften Runde rutschte Verstappen leicht neben die Strecke, was Norris ausnutzte und den zweiten Platz übernahm. Am Ende der zwölften Runde kamen dann alle Fahrer rein, welche noch mit ihren Startreifen unterwegs waren und wechselten wieder auf Intermediates. Beim Stopp von Norris gab es ein Problem mit dem Schlagschrauber, sodass Verstappen wieder an ihm vorbeigehen konnte.
In der 13. Runde begann der Regen dann stärker zu werden und die Rennleitung entschied sich aus Sicherheitsgründen dafür das Safety-Car auf die Strecke zu schicken. Piastri hatte bis dahin bereits einen Vorsprung von knapp zehn Sekunden auf Verstappen herausgefahren, welcher nun hinfällig war.
In der 18. Runde wurde das Rennen wieder freigegeben und die Positionen blieben zunächst unverändert, es führte Piastri vor Verstappen und Norris. Dahinter folgten Stroll und Hülkenberg, welche von dem Wechselchaos vor der Safety-Car-Phase besonders profitierten. Ocon, welcher noch nicht an der Box war und auf Platz sieben lag, musste dann direkt Hamilton und Russell mit frischen Reifen vorbeilassen. Am Ende der Runde wurde dann das Safety-Car erneut auf die Strecke geschickt, da Hadjar verunfallte. Er war in den vor ihm fahrenden Antonelli gekracht, welchen er wegen des Regens nicht gesehen hatte.
In der 21. Runde wurde das Rennen dann erneut freigegeben. Vor dem Neustart bremste Piastri drastisch ab, so dass es fast zu einer Kollision mit Verstappen kam, welcher allerdings noch rechtzeitig ausweichen konnte. Die Rennleitung wertete dies mit einem Verstoß gegen die Safety-Car-Regeln und belegte Piastri mit einer Zehn-Sekunden-Zeitstrafe. Bei Restart drehte sich dann Verstappen beim Beschleunigen von der Strecke und rutschte dadurch vom zweiten auf den zehnten Platz zurück.
Antonelli musste dann seinen beschädigten Mercedes in der 24. Runde abstellen und wurde somit zum bereits fünften Ausfall. In der gleichen Runde kam Hamilton leicht neben die Strecke, was Russell zu einem Überholmanöver ausnutzen konnte. Drei Runden später holte sich Hamilton die Position dann wieder zurück. In dieser Phase erhielt dann auch Tsunoda eine Zehn-Sekunden-Zeitstrafe für eine Kollision mit Bearman.
Während sich die McLaren-Piloten vorne absetzten, spitzte sich der Kampf um den letzten Podiumsplatz zu. In der 35. Runde überholten Hülkenberg und Hamilton Stroll und lagen nun auf dem dritten bzw. vierten Platz.
In der 38. Runde wechselte Alonso dann als erster Fahrer wieder auf Slicks, ehe Russell eine Runde später folgte. In der 42. Runde kamen dann Hamilton und Verstappen und wechselten auch auf Trockenreifen. Eine Runde später kam dann Hülkenberg zum Boxenstopp und vor Hamilton wieder auf die Strecke.
Nachdem auch die beiden McLaren-Piloten an der Box waren, führte nun Norris vor Piastri, welcher seine Strafe noch absitzen musste.
In den letzten Runden gab es vorne keine Positionswechsel mehr, Norris gewann das Rennen vor Piastri und Hülkenberg. Für Norris war es der achte Sieg in der Formel-1-Weltmeisterschaft, für Hülkenberg im 239. Rennen die erste Podestplatzierung. Für das Sauber-Team war es die erste Podestplatzierung seit dem Großen Preis von Japan 2012, zudem war es das erste Mal seit dem Großen Preis von Aserbaidschan 2021 dass ein deutscher Fahrer das Podium erreichte. Die restlichen Punkteränge belegten Hamilton, welcher erstmals seit 2013 bei seinem Heimrennen nicht auf dem Podium stand, Verstappen, Gasly, Stroll, Albon, Alonso und Russell.
In der Fahrer- und Konstrukteurswertung blieben die ersten drei Positionen unverändert.

## Meldeliste
| Team                                        | Nr. | Stammfahrer           | Chassis                           | Motor      | Reifen |
| ------------------------------------------- | --- | --------------------- | --------------------------------- | ---------- | ------ |
| Oracle Red Bull Racing                      | 01  | Max Verstappen        | Red Bull Racing RB21              | Honda RBPT | P      |
| Oracle Red Bull Racing                      | 22  | Yūki Tsunoda          | Red Bull Racing RB21              | Honda RBPT | P      |
| Oracle Red Bull Racing                      | 36  | Arvid Lindblad        | Red Bull Racing RB21              | Honda RBPT | P      |
| McLaren Formula 1 Team                      | 81  | Oscar Piastri         | McLaren MCL39                     | Mercedes   | P      |
| McLaren Formula 1 Team                      | 04  | Lando Norris          | McLaren MCL39                     | Mercedes   | P      |
| Scuderia Ferrari HP                         | 16  | Charles Leclerc       | Ferrari SF-25                     | Ferrari    | P      |
| Scuderia Ferrari HP                         | 44  | Lewis Hamilton        | Ferrari SF-25                     | Ferrari    | P      |
| Mercedes-AMG Petronas Formula One Team      | 63  | George Russell        | Mercedes-AMG F1 W16 E Performance | Mercedes   | P      |
| Mercedes-AMG Petronas Formula One Team      | 12  | Andrea Kimi Antonelli | Mercedes-AMG F1 W16 E Performance | Mercedes   | P      |
| Aston Martin Aramco Formula One Team        | 18  | Lance Stroll          | Aston Martin AMR25                | Mercedes   | P      |
| Aston Martin Aramco Formula One Team        | 14  | Fernando Alonso       | Aston Martin AMR25                | Mercedes   | P      |
| BWT Alpine F1 Team                          | 10  | Pierre Gasly          | Alpine A525                       | Renault    | P      |
| BWT Alpine F1 Team                          | 43  | Franco Colapinto      | Alpine A525                       | Renault    | P      |
| MoneyGram Haas F1 Team                      | 31  | Esteban Ocon          | Haas VF-25                        | Ferrari    | P      |
| MoneyGram Haas F1 Team                      | 87  | Oliver Bearman        | Haas VF-25                        | Ferrari    | P      |
| Visa Cash App Racing Bulls Formula One Team | 06  | Isack Hadjar          | Racing Bulls VCARB 02             | Honda RBPT | P      |
| Visa Cash App Racing Bulls Formula One Team | 30  | Liam Lawson           | Racing Bulls VCARB 02             | Honda RBPT | P      |
| Atlassian Williams Racing                   | 23  | Alexander Albon       | Williams FW47                     | Mercedes   | P      |
| Atlassian Williams Racing                   | 55  | Carlos Sainz jr.      | Williams FW47                     | Mercedes   | P      |
| Stake F1 Team Kick Sauber                   | 27  | Nico Hülkenberg       | Kick Sauber C45                   | Ferrari    | P      |
| Stake F1 Team Kick Sauber                   | 97  | Paul Aron             | Kick Sauber C45                   | Ferrari    | P      |
| Stake F1 Team Kick Sauber                   | 05  | Gabriel Bortoleto     | Kick Sauber C45                   | Ferrari    | P      |

Anmerkungen
1. 1 2  Der Red Bull mit der Startnummer 36 wurde im ersten freien Training für Lindblad eingesetzt. Tsunoda übernahm das Fahrzeug anschließend für das restliche Rennwochenende mit seiner Startnummer 22.
2. 1 2  Der Kick Sauber mit der Startnummer 97 wurde im ersten freien Training für Aron eingesetzt. Hülkenberg übernahm das Fahrzeug anschließend für das restliche Rennwochenende mit seiner Startnummer 27.

## Klassifikationen

### Qualifying
| Pos.                                                                      | Fahrer                | Konstrukteur                 | Q1       | Q2       | Q3       | Start |
| ------------------------------------------------------------------------- | --------------------- | ---------------------------- | -------- | -------- | -------- | ----- |
| 01                                                                        | Max Verstappen        | Red Bull Racing-Honda RBPT   | 1:25,886 | 1:25,316 | 1:24,892 | 01    |
| 02                                                                        | Oscar Piastri         | McLaren-Mercedes             | 1:25,963 | 1:25,316 | 1:24,995 | 02    |
| 03                                                                        | Lando Norris          | McLaren-Mercedes             | 1:26,123 | 1:25,231 | 1:25,010 | 03    |
| 04                                                                        | George Russell        | Mercedes                     | 1:26,236 | 1:25,637 | 1:25,029 | 04    |
| 05                                                                        | Lewis Hamilton        | Ferrari                      | 1:26,296 | 1:25,084 | 1:25,095 | 05    |
| 06                                                                        | Charles Leclerc       | Ferrari                      | 1:26,186 | 1:25,133 | 1:25,121 | 06    |
| 07                                                                        | Andrea Kimi Antonelli | Mercedes                     | 1:26,265 | 1:25,620 | 1:25,374 | 10    |
| 08                                                                        | Oliver Bearman        | Haas-Ferrari                 | 1:26,005 | 1:25,534 | 1:25,471 | 18    |
| 09                                                                        | Fernando Alonso       | Aston Martin Aramco-Mercedes | 1:26,108 | 1:25,593 | 1:25,621 | 07    |
| 10                                                                        | Pierre Gasly          | Alpine-Renault               | 1:26,328 | 1:25,711 | 1:25,785 | 08    |
| 11                                                                        | Carlos Sainz jr.      | Williams-Mercedes            | 1:26,175 | 1:25,746 | –        | 09    |
| 12                                                                        | Yuki Tsunoda          | Red Bull Racing-Honda RBPT   | 1:26,275 | 1:25,826 | –        | 11    |
| 13                                                                        | Isack Hadjar          | Racing Bulls-Honda RBPT      | 1:26,177 | 1:25,864 | –        | 12    |
| 14                                                                        | Alexander Albon       | Williams-Mercedes            | 1:26,093 | 1:25,889 | –        | 13    |
| 15                                                                        | Esteban Ocon          | Haas-Ferrari                 | 1:26,136 | 1:25,950 | –        | 14    |
| 16                                                                        | Liam Lawson           | Racing Bulls-Honda RBPT      | 1:26,440 | –        | –        | 15    |
| 17                                                                        | Gabriel Bortoleto     | Kick Sauber-Ferrari          | 1:26,446 | –        | –        | 16    |
| 18                                                                        | Lance Stroll          | Aston Martin Aramco-Mercedes | 1:26,504 | –        | –        | 17    |
| 19                                                                        | Nico Hülkenberg       | Kick Sauber-Ferrari          | 1:26,574 | –        | –        | 19    |
| 20                                                                        | Franco Colapinto      | Alpine-Renault               | 1:27,060 | –        | –        | Box   |
| 107-Prozent-Zeit: 1:31,898 min (bezogen auf Q1-Bestzeit von 1:25,886 min) |                       |                              |          |          |          |       |

Anmerkungen
1. ↑  Antonelli erhielt aufgrund eines Unfalles beim Großen Preis von Österreich eine Startplatzstrafe von drei Plätzen.
2. ↑  Bearman erhielt aufgrund eines Verstoßes gegen die rote Flagge im dritten freien Training eine Startplatzstrafe von zehn Plätzen.
3. ↑  Colapinto musste aus der Boxengasse starten, da an seinem Wagen unter Parc-fermé-Bedingungen gearbeitet wurde.

### Rennen
| Pos.                                                               | Fahrer                | Konstrukteur                 | Runden | Stopps | Zeit        | Start | Schnellste Runde |
| ------------------------------------------------------------------ | --------------------- | ---------------------------- | ------ | ------ | ----------- | ----- | ---------------- |
| 01                                                                 | Lando Norris          | McLaren-Mercedes             | 52     | 2      | 1:37:15,735 | 03    | 1:29,734 (51.)   |
| 02                                                                 | Oscar Piastri         | McLaren-Mercedes             | 52     | 2      | + 6,812     | 02    | 1:29,337 (48.)   |
| 03                                                                 | Nico Hülkenberg       | Kick Sauber-Ferrari          | 52     | 2      | + 34,742    | 19    | 1:30,933 (51.)   |
| 04                                                                 | Lewis Hamilton        | Ferrari                      | 52     | 2      | + 39,812    | 05    | 1:30,016 (49.)   |
| 05                                                                 | Max Verstappen        | Red Bull Racing-Honda RBPT   | 52     | 2      | + 56,781    | 01    | 1:30,179 (49.)   |
| 06                                                                 | Pierre Gasly          | Alpine-Renault               | 52     | 2      | + 59,857    | 08    | 1:30,751 (48.)   |
| 07                                                                 | Lance Stroll          | Aston Martin Aramco-Mercedes | 52     | 3      | + 1:00,603  | 17    | 1:32,088 (50.)   |
| 08                                                                 | Alexander Albon       | Williams-Mercedes            | 52     | 2      | + 1:04,135  | 13    | 1:30,047 (50.)   |
| 09                                                                 | Fernando Alonso       | Aston Martin Aramco-Mercedes | 52     | 2      | + 1:05,858  | 07    | 1:30,353 (49.)   |
| 10                                                                 | George Russell        | Mercedes                     | 52     | 2      | + 1:10,674  | 04    | 1:30,869 (51.)   |
| 11                                                                 | Oliver Bearman        | Haas-Ferrari                 | 52     | 2      | + 1:12,095  | 18    | 1:30,921 (50.)   |
| 12                                                                 | Carlos Sainz jr.      | Williams-Mercedes            | 52     | 2      | + 1:16,592  | 09    | 1:30,645 (52.)   |
| 13                                                                 | Esteban Ocon          | Haas-Ferrari                 | 52     | 2      | + 1:17,301  | 14    | 1:30,818 (52.)   |
| 14                                                                 | Charles Leclerc       | Ferrari                      | 52     | 2      | + 1:24,477  | 06    | 1:30,819 (50.)   |
| 15                                                                 | Yuki Tsunoda          | Red Bull Racing-Honda RBPT   | 51     | 2      | + 1 Runde   | 11    | 1:30,873 (49.)   |
| –                                                                  | Andrea Kimi Antonelli | Mercedes                     | 23     | 4      | DNF         | 10    | 1:45,576 (08.)   |
| –                                                                  | Isack Hadjar          | Racing Bulls-Honda RBPT      | 17     | 1      | DNF         | 12    | 1:41,705 (09.)   |
| –                                                                  | Gabriel Bortoleto     | Kick Sauber-Ferrari          | 3      | 0      | DNF         | 16    | 2:16,121 (03.)   |
| –                                                                  | Liam Lawson           | Racing Bulls-Honda RBPT      | 0      | 0      | DNF         | 15    | –                |
| DNS                                                                | Franco Colapinto      | Alpine-Renault               | –      | –      | –           | –     | –                |
| Fahrer des Tages: Nico Hülkenberg (49,0 % der abgegebenen Stimmen) |                       |                              |        |        |             |       |                  |

Anmerkungen
1. ↑  Colapinto konnte wegen Problemen mit seinem Getriebe nicht am Rennen teilnehmen.

## WM-Stände nach dem Rennen
Die ersten zehn des Rennens bekamen 25, 18, 15, 12, 10, 8, 6, 4, 2 bzw. 1 Punkt(e).

### Fahrerwertung
| Pos. | Fahrer                | Konstrukteur               | Punkte |
| ---- | --------------------- | -------------------------- | ------ |
| 01   | Oscar Piastri         | McLaren-Mercedes           | 234    |
| 02   | Lando Norris          | McLaren-Mercedes           | 226    |
| 03   | Max Verstappen        | Red Bull Racing-Honda RBPT | 165    |
| 04   | George Russell        | Mercedes                   | 147    |
| 05   | Charles Leclerc       | Ferrari                    | 119    |
| 06   | Lewis Hamilton        | Ferrari                    | 103    |
| 07   | Andrea Kimi Antonelli | Mercedes                   | 63     |
| 08   | Alexander Albon       | Williams-Mercedes          | 46     |
| 09   | Nico Hülkenberg       | Kick Sauber-Ferrari        | 37     |
| 10   | Esteban Ocon          | Haas-Ferrari               | 23     |
| 11   | Isack Hadjar          | Racing Bulls-Honda RBPT    | 21     |

| Pos. | Fahrer            | Konstrukteur                                       | Punkte |
| ---- | ----------------- | -------------------------------------------------- | ------ |
| 12   | Lance Stroll      | Aston Martin Aramco-Mercedes                       | 20     |
| 13   | Pierre Gasly      | Alpine-Renault                                     | 19     |
| 14   | Fernando Alonso   | Aston Martin Aramco-Mercedes                       | 16     |
| 15   | Carlos Sainz jr.  | Williams-Mercedes                                  | 13     |
| 16   | Liam Lawson       | Racing Bulls-Honda RBPT/Red Bull Racing-Honda RBPT | 12     |
| 17   | Yūki Tsunoda      | Red Bull Racing-Honda RBPT/Racing Bulls-Honda RBPT | 10     |
| 18   | Oliver Bearman    | Haas-Ferrari                                       | 6      |
| 19   | Gabriel Bortoleto | Kick Sauber-Ferrari                                | 4      |
| 20   | Franco Colapinto  | Alpine-Renault                                     | 0      |
| 21   | Jack Doohan       | Alpine-Renault                                     | 0      |

### Konstrukteurswertung
| Pos. | Konstrukteur               | Punkte |
| ---- | -------------------------- | ------ |
| 01   | McLaren-Mercedes           | 460    |
| 02   | Ferrari                    | 222    |
| 03   | Mercedes                   | 210    |
| 04   | Red Bull Racing-Honda RBPT | 172    |
| 05   | Williams-Mercedes          | 59     |

| Pos. | Konstrukteur                 | Punkte |
| ---- | ---------------------------- | ------ |
| 06   | Kick Sauber-Ferrari          | 41     |
| 07   | Racing Bulls-Honda RBPT      | 36     |
| 08   | Aston Martin Aramco-Mercedes | 36     |
| 09   | Haas-Ferrari                 | 29     |
| 10   | Alpine-Renault               | 19     |